# Murray River Open 2021
Murray River Open 2021 byl tenisový turnaj mužů na profesionálním okruhu ATP Tour hraný v Melbourne Parku na dvorcích s tvrdým povrchem. Probíhal mezi 1. až 7. únorem 2021 ve viktorijské metropoli Melbourne jako premiérový ročník turnaje.
Turnaj byl do kalendáře zařazen jako náhrada za zrušenou Australian Open Series kvůli pandemii covidu-19, zahrnující mužskou událost v Adelaide. Vytvořena tak byla tzv. letní melbournská sezóna v kategorii ATP Tour 250, v jejímž rámci se Murray River Open odehrával souběžně s Great Ocean Road Open jako příprava na navazující grandslam Australian Open. V melbournském parku se konal také druhý ročník ATP Cupu. 
Do dvouhry nastoupilo padesát šest hráčů a ve čtyřhře startovalo dvacet čtyři párů. Celkový rozpočet činil 320 775 dolarů. Nejvýše nasazeným hráčem ve dvouhře se stal osmnáctý tenista světa Stan Wawrinka ze Švýcarska. Jako poslední přímý účastník do hlavní soutěže nastoupil 229. hráč žebříčku, Australan Bernard Tomic, jenž odstoupil pro bolest v pravém koleni.
Premiérové turnajové vítězství na okruhu ATP Tour vybojoval 30letý Brit Daniel Evans. Z druhé společné účasti v deblových soutěžích ATP si Chorvaté Mate Pavić a Nikola Mektić odvezli druhou trofej.

## Rozdělení bodů
| Soutěž  | vítězové | finalisté | semifinalisté | čtvrtfinalisté | 16 v kole | 32 v kole | 64 v kole |
| ------- | -------- | --------- | ------------- | -------------- | --------- | --------- | --------- |
| dvouhra | 250      | 150       | 90            | 45             | 20        | 10        | 0         |
| čtyřhra | 250      | 150       | 90            | 45             | 20        | 0         | —         |

### Finanční odměny
| dvouhra                             | 19 500 $ | 13 255 $ | 10 000 $ | 7 400 $ | 5 500 $ | 4 000 $ | 2 500 $ |
| čtyřhra                             | 7 200 $  | 5 760 $  | 4 560 $  | 3 360 $ | 2 160 $ | 1 200 $ | —       |
| částka ve čtyřhře je uvedena na pár |          |          |          |         |         |         |         |

## Dvouhra mužů

### Nasazení
| Stát                          | Hráč                  | ATP | Nasazení |
| ----------------------------- | --------------------- | --- | -------- |
| Švýcarsko                     | Stan Wawrinka         | 18. | 1.       |
| Bulharsko                     | Grigor Dimitrov       | 19. | 2.       |
| Kanada                        | Félix Auger-Aliassime | 21. | 3.       |
| Chorvatsko                    | Borna Ćorić           | 25. | 4.       |
| Norsko                        | Casper Ruud           | 27. | 5.       |
| USA                           | Taylor Fritz          | 30. | 6.       |
| Francie                       | Ugo Humbert           | 32. | 7.       |
| Spojené království            | Daniel Evans          | 33. | 8.       |
| Itálie                        | Lorenzo Sonego        | 34. | 9.       |
| Francie                       | Adrian Mannarino      | 35. | 10.      |
| Chorvatsko                    | Marin Čilić           | 43. | 11.      |
| Španělsko                     | Albert Ramos-Viñolas  | 46. | 12.      |
| Austrálie                     | Nick Kyrgios          | 47. | 13.      |
| Francie                       | Richard Gasquet       | 48. | 14.      |
| USA                           | Tommy Paul            | 53. | 15.      |
| Maďarsko                      | Márton Fucsovics      | 55. | 16.      |
| Žebříček ATP k 25. lednu 2021 |                       |     |          |

### Jiné formy účasti
Následující hráči obdrželi divokou kartu do hlavní soutěže:
- Andrew Harris
- Jason Kubler
- Blake Mott
- Li Tu

Následující hráč využil k účasti v hlavní soutěži žebříčkové ochrany:
- Thanasi Kokkinakis

Následující hráči nastoupil do hlavní soutěže jako náhradník:
- Harry Bourchier

### Odhlášení
před zahájením turnaje
- Alejandro Davidovich Fokina → nahradil jej  Júiči Sugita
- João Sousa → nahradil jej  James Duckworth
- Bernard Tomic → nahradil jej  Harry Bourchier

v průběhu turnaje
- Stan Wawrinka

### Skrečování
- Jiří Veselý

## Mužská čtyřhra

### Nasazení
| Stát                                                                                   | Hráč              | Stát               | Hráč              | ATP | Nasazení |
| -------------------------------------------------------------------------------------- | ----------------- | ------------------ | ----------------- | --- | -------- |
| Chorvatsko                                                                             | Nikola Mektić     | Chorvatsko         | Mate Pavić        | 10. | 1.       |
| Nizozemsko                                                                             | Wesley Koolhof    | Polsko             | Łukasz Kubot      | 14. | 2.       |
| USA                                                                                    | Rajeev Ram        | Spojené království | Joe Salisbury     | 27. | 3.       |
| Brazílie                                                                               | Marcelo Melo      | Rumunsko           | Horia Tecău       | 31. | 4.       |
| Francie                                                                                | Jérémy Chardy     | Francie            | Fabrice Martin    | 60. | 5.       |
| Belgie                                                                                 | Sander Gillé      | Belgie             | Joran Vliegen     | 75. | 6.       |
| Spojené království                                                                     | Ken Skupski       | Spojené království | Neal Skupski      | 84. | 7.       |
| Brazílie                                                                               | Marcelo Demoliner | Mexiko             | Santiago González | 92. | 8.       |
| Žebříček ATP k 25. lednu 2021; číslo je součtem žebříčkového postavení obou členů páru |                   |                    |                   |     |          |

### Jiné formy účasti
Následující páry obdržely divokou kartu do hlavní soutěže:
- James Duckworth /  Marc Polmans
- Andrew Harris /  Alexei Popyrin

Následující pár nastoupilz pozice náhradníka:
- Mackenzie McDonald /  Tommy Paul

## Přehled finále

### Mužská dvouhra
- Dan Evans vs.  Félix Auger-Aliassime, 6–2, 6–3

### Mužská čtyřhra
- Nikola Mektić /  Mate Pavić vs.  Jérémy Chardy /  Fabrice Martin, 7–6(7–2), 6–3